# Делень (Констанца)
Делень, Делені (рум. Deleni) — село у повіті Констанца в Румунії. Адміністративний центр комуни Делень.
Село розташоване на відстані 156 км на схід від Бухареста, 51 км на захід від Констанци, 148 км на південь від Галаца.

## Населення
За даними перепису населення 2002 року у селі проживали 420 осіб.
Національний склад населення села:
| Національність | Кількість осіб | Відсоток |
| -------------- | -------------- | -------- |
| румуни         | 412            | 98,1%    |
| цигани         | 5              | 1,2%     |

Рідною мовою назвали:
| Мова      | Кількість осіб | Відсоток |
| --------- | -------------- | -------- |
| румунська | 413            | 98,3%    |
| циганська | 5              | 1,2%     |